# Faviola Elenka Tapia
Pour les articles homonymes, voir Tapia.
Faviola Elenka Tapia (parfois créditée comme Fabiola Tapia ou Elenka Tapia) est une actrice mexicaine, principalement connue pour avoir interprété le rôle d'Alma jeune dans le film culte d'Alejandro Jodorowsky, sorti en 1989, Santa sangre.

## Filmographie partielle

### Cinéma
- 1989 : Santa sangre

### Télévision
- 1987-1988 : Amor en silencio (es) (2 saisons)
- 1990 : Un rostro en mi pasado (es) (1 saison)
- 2002 : Mujer, casos de la vida real (es) (1 saison)

## Distinctions

### Nominations
- Saturn Award :
  - Nommée au Saturn Award du meilleur jeune acteur 1991 (Santa sangre)